# Made in Italy (Matia Bazar)
Made in Italy è la tredicesima raccolta dei Matia Bazar, pubblicata su CD dalla EMI Italiana (catalogo 243 5 98206 2) nel 2004.

## Descrizione
Antologia presente nella discografia ufficiale del gruppo, è una pubblicazione, con un numero ridotto di brani, tutti estratti, eccetto Amami, dalla raccolta del 2002/2005 Studio Collection, per la collana economica della EMI Italiana Made in Italy, contenente compilation in CD, ciascuna di un gruppo/artista italiano diverso, destinate ai mercati stranieri.
Tutte le canzoni sono in versione rimasterizzata con la voce solista di Antonella Ruggiero, compresa Amami che però proviene dalla raccolta Sentimentale: le più belle canzoni d'amore... del 2001.
Nessun inedito, né singolo estratto.

## Tracce
L'anno indicato è quello di pubblicazione dell'album o del singolo che contiene il brano.
CD
1. Vacanze romane – 4:13 (testo: Giancarlo Golzi – musica: Carlo Marrale) – 1983
2. Ti sento – 4:15 (testo: Aldo Stellita – musica: Sergio Cossu, Carlo Marrale) – 1985
3. Per un'ora d'amore (versione album) – 3:56 (testo: Giovanni Belfiore, Aldo Stellita – musica: Piero Cassano, Carlo Marrale) – 1976
4. Solo tu – 3:27 (testo: Aldo Stellita – musica: Piero Cassano, Carlo Marrale) – 1977
5. C'è tutto un mondo intorno – 4:19 (testo: Giancarlo Golzi, Aldo Stellita – musica: Antonella Ruggiero, Piero Cassano, Carlo Marrale) – 1979
6. Cavallo bianco (versione album) – 4:55 (testo: Giovanni Belfiore, Aldo Stellita – musica: Piero Cassano, Carlo Marrale) – 1976
7. Matia Bazar con Enzo Jannacci – Elettrochoc – 4:49 (testo: Giancarlo Golzi – musica: Carlo Marrale) – 1983
8. Mi manchi ancora – 4:35 (testo: Aldo Stellita – musica: Antonella Ruggiero, Sergio Cossu) – 1987
9. Stringimi (versione album) – 5:18 (testo: Aldo Stellita – musica: Sergio Cossu) – 1989
10. Il video sono io – 3:57 (testo: Giancarlo Golzi – musica: Antonella Ruggiero) – 1983
11. Se tu – 5:11 (testo: Aldo Stellita – musica: Carlo Marrale) – 1989
12. Fantasia – 4:14 (testo: Giancarlo Golzi, Aldo Stellita – musica: Antonella Ruggiero, Carlo Marrale) – 1982
13. Amami – 4:06 (testo: Aldo Stellita – musica: Sergio Cossu, Carlo Marrale) – 1985
14. Noi (versione album) – 5:05 (testo: Aldo Stellita – musica: Sergio Cossu) – 1987
15. Angelina – 4:50 (testo: Aldo Stellita – musica: Antonella Ruggiero, Carlo Marrale) – 1985
16. Dieci piccoli indiani – 4:41 (testo: Aldo Stellita – musica: Sergio Cossu) – 1987

## Formazione
Gruppo
- Antonella Ruggiero - voce solista, percussioni
- Sergio Cossu, Mauro Sabbione - tastiere
- Piero Cassano - tastiere, voce, chitarra
- Carlo Marrale - chitarre, voce
- Aldo Stellita - basso
- Giancarlo Golzi - batteria, percussioni